# Mungia
Mungia (Spanisch: Munguía) ist eine Gemeinde in der Provinz Bizkaia im nordspanischen Baskenland. Mungia hat eine Einwohnerzahl von 17.997 Menschen (Stand: 2024) bei einer Fläche von 46,78 Quadratkilometern. 

## Geografie
Mungia liegt 20 Meter über dem Meeresspiegel in einem Gebiet voller Freiflächen, mit einer Landschaft von kleinen Hügeln.

## Geschichte
Der Ort wurde erstmals im Jahr 1051 erwähnt. Am 1. August 1376 wurde unter den Fueros von Logroño die Gemeinde Mungia im Zentrum einer anteiglesia (ein für die baskischen Provinzen spezifisches Dorf oder Gemeindegebiet) gegründet. Bis zum Jahr 1936 verlief das Leben der Einwohner ohne größere Ereignisse, basierend auf grundlegenden bäuerlichen und landwirtschaftlichen Tätigkeiten, aber mit einer zunehmenden Entwicklung von Handwerk und Handel. Während des Spanischen Bürgerkriegs war Mungia eine der Städte, die am stärksten von den Bombardierungen der faschistischen Truppen betroffen waren. Außerdem verbrannten beim Rückzug aus Mungia außer Kontrolle geratene anarchistische Gruppen einige Gebäude in der Stadt.
Die Industrialisierung Anfang der 1960er Jahre zog viele potenzielle Arbeitskräfte an, die nicht nur aus den Nachbarstädten, sondern auch aus dem übrigen Spanien kamen. Wenige Jahre später wurde eine große Anzahl neuer Gebäude und Straßen errichtet, die das Stadtzentrum bemerkenswert erweiterten.